# Nossa Senhora do Socorro
Nossa Senhora do Socorro é um município brasileiro do estado de Sergipe, localizado na Região Metropolitana de Aracaju, no leste do estado. É o segundo mais populoso município do estado.
Em razão de sua proximidade com a capital sergipana, o município vem passando por uma forte expansão urbana desde o final da década de 1960, inicialmente em sua porção sul, e posteriormente na década de 1980 em sua porção leste, em grandes áreas limítrofes a Aracaju e ainda segregadas de seu Centro Histórico. A área urbana ao sul do Centro Histórico foi predominantemente constituída por um mosáico de loteamentos propostos pela iniciativa privada e que ainda hoje encontra-se em consolidação, demandando muito investimento em infraestrutura urbana. Já a área urbana a leste do Centro Histórico foi predominantemente constituida por um grande complexo urbano planejado e empreendido pelo governo do estado, possuindo diversos conjuntos bem consolidados. No ano de 2021 através da Lei Municipal 1.487, o município passou a contar com delimitação distrital e a criação de bairros.
Ainda no século XXI, o município passou a ter um espetacular crescimento econômico, especialmente nos setores industrial e de serviços, superando receitas de municípios do interior sergipano tradicionalmente fortes economicamente, como Estância, Lagarto e Itabaiana.
Segundo o Jornal Nacional, é uma das cidades que mais crescem no Nordeste Brasileiro e no Brasil.

## História
A historiografia sergipana nos mostra que o território de Sergipe era habitado por diversas tribos is. Mott (1986: 18 e 19) registra a presença de brancos, pardos, negros e índios na etnia sergipana, no século XVIII.
Ressalta-se que cada um desses grupos tem suas peculiaridades culturais e contribuíram para a formação histórica da população dos diversos municípios sergipanos.
Segundo indicações de GÓIS (1991: 19), o espaço geográfico em que hoje se situam alguns municípios que faziam parte da microrregião da Cotinguiba, no século XVI era habitado por índios da tribo tupinambá.
Provavelmente a ocupação de Nossa Senhora do Socorro tenha ocorrido por volta do mesmo século, período em que se iniciou a colonização das terras da capitania de Sergipe Del Rey, fase em que a Coroa Portuguesa determinou o avanço da colonização sobre a capitania de Sergipe em 1575 (OLIVA: 1991:128).

## Geografia

### Vegetação
Na parte litorânea, predominam coqueiros, vegetação rasteira e matas de restinga. Destaque para os manguezais que margeiam os rios do Sal, Cotinguiba e Sergipe. Solo: Podzólico vermelho amarelo.

### Hidrografia
O município é banhado pelos rios do Sal, Cotinguiba e Sergipe.

### Clima
Tropical quente e úmido, com um a três meses secos, além de moderado excesso de inverno caracterizado por um período de chuva entre os meses de março a agosto. A precipitação anual média é de 1.689,0 e temperatura de 25,2 °C

## Demografia
A partir de 1980, o município passou por grandes transformações urbanísticas. A cidade histórica não sofreu grandes alterações, entretanto, alguns povoados, ainda sem delimitação distrital, foram alvo de empreendimentos imobiliários que provocaram mudanças drásticas em áreas antes constituídas, além de terra firme, por mangues, dunas e apicuns e ocupadas por pequenas populações tradicionais que viviam basicamente do extrativismo vejetal, mineral e da pesca. Essas mudanças objetivaram fortalecer a economia do estado, associando a atividade industrial à habitação. Objetivo este alcançado com muito êxito. 
Os dois principais órgãos do Governo do Estado que atuaram na urbanização e industrialização dessas áreas foram as atuais Companhia Estadual de Habitação e Obras Públicas (CEHOP) e a Companhia de Desenvolvimento Econômico de Sergipe (CODISE). 
O Distrito Industrial do município atualmente é o único plenamente ativo no estado, atraindo indústrias e empresas de logística, dentre outras.
- Taxa de urbanização (em 2000): 99,70%
- Densidade Demográfica (em 2000): 837,65 hab/km 2

## Política
O município foi criado pela Lei Provincial n. 792 de 14 de março de 1868 e Lei Estadual n.554 de 6 de fevereiro de 1954.

## Subdivisões
Atualmente, o município é subdividido primariamente em 14 distritos, sendo um deles, o Distrito Industrial, institucional, ou seja, composto por lotes de terra de propriedade da Companhia de Desenvolvimento Econômico de Sergipe (CODISE) para uso não habitacional. Dos demais, seis permanecem predominantemente rurais e sete já são predominantemente urbanos.
Há duas grandes manchas urbanas no município, uma em distritos da porção sul e oeste, ainda em consolidação; e outra em distritos da porção leste, esta já bem consolidada.
Além destas duas grandes manchas urbanas, há também o Centro Histórico, que em 2017 já havia conurbado com o então Povoado Porto Grande, ao norte, e passou a ser acompanhado por empreendimentos habitacionais planejados, principalmente em seu vetor leste, expandindo esta mancha urbana.
Estas três áreas urbanas hoje são subdivididas em 28 bairros, nos quais estão inseridos os diversos conjuntos, loteamentos e povoados nelas outrora existentes.
Os distritos predominantemente rurais possuem pequenas vilas, já os predominantemente urbanos lutam para manter a conformação urbana e a cultura das comunidades tradicionais de suas antigas vilas. Há, também, pequenos povoados em áreas rurais que fazem parte destes distritos, como Lazareto, Estiva, dentre outros.
Dentro de alguns bairros também existem grandes loteamentos e conjuntos habitacionais cujos nomes, ao longo do tempo, permaneceram mais conhecidos que o próprio bairro onde estão inseridos, como por exemplo: Conjunto Maria do Carmo, Neuzice Barreto e Pôr do Sol, pertencentes ao Bairro Mangabeira.
A lógica da criação dos bairros no município procurou priorizar, na medida do possível, os nomes dados originariamente a cada localidade e os limites originais das glebas que os formaram.

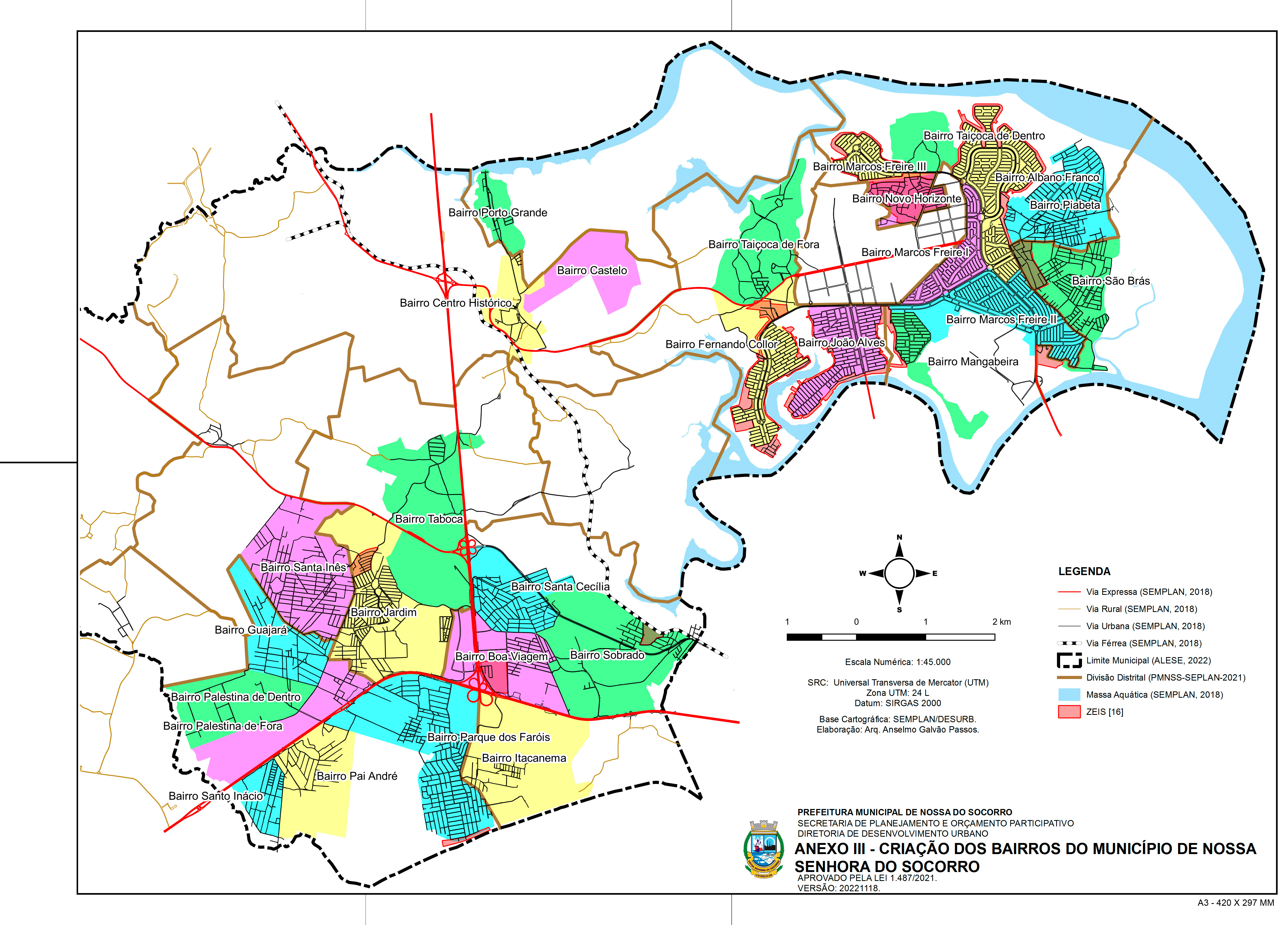
Mapa dos Bairros

#### Bairros:

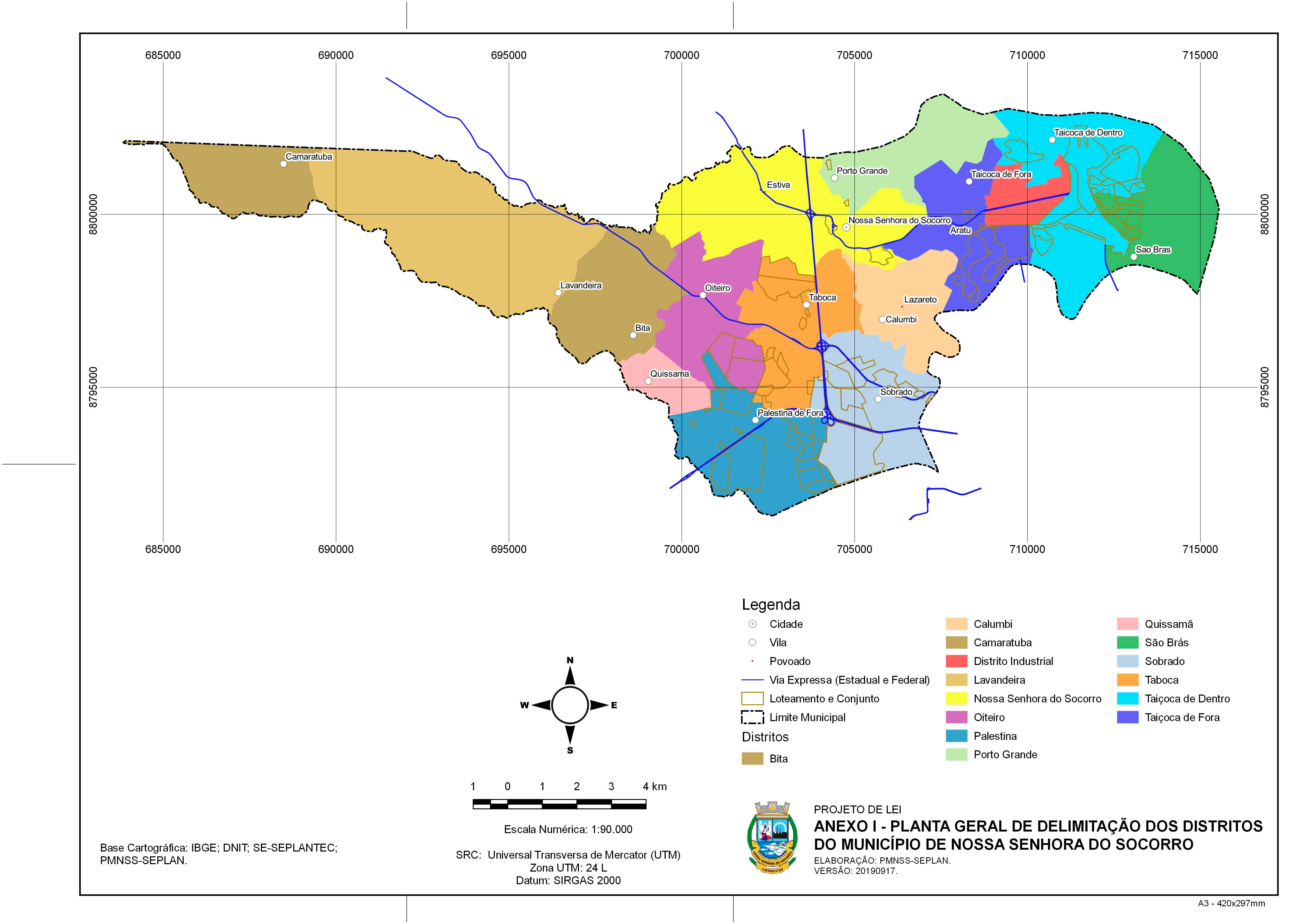
Mapa dos Distritos

- Albano Franco
- Boa Viagem
- Castelo
- Centro Histórico
- Fernando Collor
- Guajará
- Itacanema
- Jardim
- João Alves
- Mangabeira
- Marcos Freire I
- Marcos Freire II
- Marcos Freire III
- Novo Horizonte
- Pai André
- Palestina de Dentro
- Palestina de Fora
- Parque dos Faróis
- Piabeta
- Porto Grande
- Santa Cecília
- Santa Inês
- Santo Inácio
- São Brás
- Sobrado
- Taboca
- Taiçoca de Dentro
- Taiçoca de Fora

#### Distritos
- Bita
- Calumbi
- Camaratuba
- Distrito Industrial
- Lavandeira
- Nossa Senhora do Socorro
- Oiteiro
- Palestina
- Porto Grande
- Quissamã
- São Brás
- Sobrado
- Taiçoca de Dentro
- Taiçoca de Fora

## Economia

### Setor primário
Principais produtos agrícolas são banana, Coco-da-baía, Manga, batata doce, cana-de-açúcar, mandioca e feijão. A pescaria é diversificada tanto nas águas dos rios como no mar, com destaque para carimãs, pescados, xeréus, bagres, robalos, traíras, arraias, carapebas e milongos. Atualmente a produção de camarão em viveiro tem se destacado. Na pecuária se destacam os rebanhos de bovinos, suínos, equinos, ovinos e galináceos.
A principal riqueza mineral é o sal-gema, considerado pelo seu teor de pureza, o único do Brasil. Nossa Senhora do Socorro é também grande produtor de calcário, argila, sal de potássio, magnésio e areia.

### Indústria
No Distrito Industrial de Nossa Senhora do Socorro estão concentradas indústrias de alimentos, malharias, artefatos de cimento, renovadoras de pneus, fábricas de velas, de leite de coco, gesso, lavanderias cerâmicas esmaltadas, estofamentos, cosméticos, peças automotivas, vidreira e mineração. Em 2004 as empresas locais criaram a ASSEDIS (Associação das Empresas do Distrito Industrial de Socorro) com os objetivos de organizar as ações de melhoria da infraestrutura e manutenção do distrito. Devido aos incentivos fiscais, a indústria tem crescido muito nos últimos anos. Atualmente (2017) emprega cerca de 7.200 trabalhadores diretos. O Instituto Brasileiro de Geografia e Estatística IBGE divulgou no final de 2004, estatísticas do cadastro central de empresas relativas ao ano de 2009. O município de Socorro foi o que mais atraiu empresas entre 1987 e 2002. Subiu de 566 unidades em 1997 para 1.824 até dezembro de 2002. O crescimento percentual foi de 81,9%, bem acima das variações estadual, regional e nacional, que apresentaram crescimento de 36%, 50,5% e 41,7% respectivamente.
Além das empresas instaladas no distrito industrial do município, existem muitas outras empresas industriais, de comércio de itens de alto valor agregado e de logística ao longo das duas rodovias federais que cortam o município, a BR 101 e a BR 235.

### Setor terciário
Em matéria veiculada no dia 27 de setembro de 2010, o desenvolvimento de Nossa Senhora do Socorro foi destaque entre as cidades acompanhadas em todo o Brasil pelo quadro "JN no Ar". Em visita à cidade, o repórter Ernesto Paglia abordou os grandes desafios que se espera para o crescimento do município. Além disso, deu-se destaque ao empreendedorismo que toma conta da cidade, exemplificado pela construção com posterior duplicação do Shopping Prêmio, localizado no Distrito Industrial e um dos quatro centros de compras da Região Metropolitana. Tal fato chama a atenção pois a ampliação foi decidida antes mesmo do término da construção de seu projeto original, visto que as áreas disponibilizadas foram vendidas tão rapidamente que, observando isto, seu dono decidiu duplicá-lo de imediato.
Já no ano de 2017, no final do segundo semestre, houve a inauguração de outro importante centro comercial no município, o Mini Shopping São Braz. Localizado no Bairro São Brás, o empreendimento possui 41 lojas (sendo que uma delas é uma âncora de 600 metros quadrados ocupada por uma rede de supermercados), praça de alimentação, estacionamento.
Atualmente, além do shopping e do mini shopping citado, existem outros dois empreendimentos do tipo na cidade.

## Equipamentos urbanos
1. Agência Bancária: 07 (uma do Banco do Brasil, uma da Caixa Econômica Federal, uma do Banco do Nordeste, uma do Banese, uma do Bradesco, uma do Itaú e uma do Santander)
2. Unidade Básica de Saúde (UBS) : 25
3. Centro de Especialidades Médicas: 04
4. Unidade de Pronto Atendimento (UPA): 01
5. Hospital: 01
6.  Centro de Atenção Psicossocial (CAPS): 03
7. Centro de Referência de Assistência Social (CRAS): 05 
8. Escola pública municipal: 36
9. Creche pública municipal: 03
10. Jardim de infância público municipal: 01

### Serviços e comunicações
Muitas rádios AM de Aracaju, como a Jornal, Cultura, Aperipê, Xodó Fm e Liberdade têm torres e sistema difusor instalados neste município.

## Cultura
Por causa de suas raízes históricas, a população de Nossa Senhora do Socorro possui um grande desenvolvimento cultural. Existem as manifestações folclóricas representadas pelos grupos de capoeira, quadrilhas juninas além do Samba de Coco e do Reisado dos Idosos. Os festejos carnavalescos por sua vez acontecem na Prainha do Porto Grande, à margem do Rio Cotinguiba.
A cultura afro-descendente é muito importante no município. O grupo Consciência Negra promoveu em 2003, pela primeira vez, o 1º Encontro Cultural de Afro-Descendentes, no Centro Histórico. O evento já aconteceu por duas vezes e contou com debates, mesa-redonda, palestras e apresentações folclóricas e culturais. O encontro contou com o apoio da Secretaria Municipal de Cultura e Turismo.
No mês de junho tem início o Forró Siri, evento que reúne artistas de Sergipe e Nacionais. Tem como ditado popular "Se Santo Antônio é aracajuano, se São Pedro é Capelense, São João é Socorrense".

## Turismo
O município possui locais de relevância turística como a Igreja Matriz de Nossa Senhora do Perpétuo Socorro, a Igreja de Nossa Senhora do Amparo, ambas no Centro Histórico, além de ruínas de antigas igrejas em fazendas. 
A Estação Ferroviária Cotinguiba e duas pontes ferroviárias treliçadas; a Floresta Nacional do Ibura, dentre outros.
Bons restaurantes, a exemplo dos existentes no Distrito Calumbi.
Prainha do Porto Grande - No início era um sítio tomado por mato. Somente os pescadores tinham acesso ao local para ancorar os barcos. Nem mesmo o banho era permitido. Mesmo assim, a beleza do Rio Cotinguiba passou a despertar o interesse da população em geral. Em 1984, um morador da cidade chamado Marcos Teles, já falecido, roçou o mato e fez uma trilha que dava acesso à margem do rio, construindo em seguida, um quiosque. Mas foi em 1992, por intervenção do prefeito da época, José Franco, que o Ibama e a Deso liberaram o acesso do público. Então ele construiu a orla do Porto Grande, com oito bares, que foram dotados de toda estrutura necessária. Todos os quiosques foram doados pela Prefeitura Municipal. Há um detalhe interessante nos bares que trazem nomes de peixes e mariscos. Aos poucos, não apenas o povo socorrense, mas turistas já estavam frequentando a prainha que hoje é um pontos de atração turística do município. É lá onde também acontecem os festejos carnavalescos. A Prainha do Porto Grande fica localizada à beira do Rio Cotinguiba.
Orlinha de São Brás - Localizada às margens do Rio do Sal, no Bairro São Brás, o local virou atração turística depois que foi todo urbanizado e ganhou uma passarela em madeira com uma bela vista para o rio e manguezal que atravessa a região. Foi a primeira obra do Proinveste oficialmente entregue à população. A inauguração ocorreu no dia 08 de fevereiro de 2015 e foi realizada pelo governador Jackson Barreto e pelo prefeito Fábio Henrique com a participação dos secretários municipal e estadual, deputados, moradores e lideranças políticas. O espaço de lazer além de possibilitar o contato com a natureza e a contemplação, estimula o comércio local, melhorando a qualidade de vida dos moradores.